# Mumble rap
Il Mumble rap (spesso chiamato anche SoundCloud rap) è un microgenere di musica rap.

## Definizione e caratteristiche
Mumble rap è un termine dispregiativo utilizzato per indicare un variegato insieme di sottogeneri dell'hip hop che hanno ottenuto ampio successo durante gli anni 2010 tramite la piattaforma di streaming musicale SoundCloud. Anche se il termine "mumble" significa, letteralmente, "borbottare", molti rapper che sono stati etichettati come tali hanno criticato il termine, affermando che in realtà essi non "mormorano" nei loro brani e che pertanto il termine viene utilizzato unicamente per denigrare i giovani rapper. Il termine viene inoltre utilizzato, sempre in senso negativo, nei confronti di quei rapper che non danno grande enfasi ai propri testi. Questi ultimi vertono nella maggior parte dei casi su temi egocentrici e nichilisti, come: soldi, gioielli, il sesso e l'abuso di droga.

## Storia
Il termine "mumble rap" fu coniato nel 2016 da Wiz Khalifa. C'è tanto disaccordo nel dire chi sia stato il primo a rappare in questo stile, anche se la sua creazione viene abitualmente attribuita a rapper come Gucci Mane, Chief Keef e soprattutto Future. Il termine fu dapprima creato per identificare quei rapper i cui testi fossero non completamente chiari a primo ascolto, ma successivamente il termine si espanse a tutti i rapper che non davano grande enfasi ai propri testi. Artisti come Das EFX e Fu-Schnickens rappavano in uno stile simile già anni prima che il termine venisse creato.

## Accoglienza
Tra i vari rapper che hanno dimostrato disapprovazione nei confronti dei "mumble rapper" figurano: J. Cole, Chris Webby, Russ, Joyner Lucas ed Eminem. Il critico Robert Christgau ha espresso così la sua opinione al riguardo: "Il SoundCloud rap è afflitto, come qualsiasi altro tipo di musica hip hop, da una retorica sessista. Ho bisogno di buone ragioni per poter ascoltare il passato." Ha poi aggiunto: "Sono davvero stanco della parola 'bitch'", dispregiando la musica di XXXTentacion per tutte le ragioni prima citate.

## Rapper definiti come "mumble rapper"
- 21 Savage[17]
- 6ix9ine[18]
- A Boogie wit da Hoodie[18]
- Chief Keef[19]
- Desiigner[20]
- Future[19]
- Kodak Black[21]
- Lil Baby
- Lil Durk
- Lil Peep[22]
- Lil Pump[18]
- Lil Uzi Vert[23]
- Lil Xan[18]
- Lil Yachty[24]
- Migos[20]
- NLE Choppa
- Playboi Carti
- Rich the Kid[18]
- Ski Mask the Slump God[18]
- Travis Scott
- Yeat
- NBA YoungBoy[18]
- Young Thug[19]
- Nardo Wick
- Ken Carson
- Tony Boy
- Glocky